# Alejandro Enrique Valdés Tobier
Alejandro Enrique Valdés Tobier (1988. november 18. –) kubai szabadfogású birkózó. A 2018-as birkózó-világbajnokságon és a 2017-es birkózó világbajnokságon is bronzérmet nyert 65 kg-os súlycsoportban. Egyszeres ezüstérmes birkózó a Pánamerikai Játékokon 65 kg-os súlycsoportban, a Pánamerikai Bajnokságon 2010-ben, 2014-ben és 2013-ban aranyérmes volt 65 és 66 kg-os súlycsoportban, 2014-ben a Közép-Amerikai és Karibi Játékokon ezüstérmet nyert 65 kg-ban.

## Sportpályafutása
A 2018-as birkózó-világbajnokságon a 65 kg-osok bronzmérkőzése során a dél-koreai Szeungcsul Lee volt ellenfele, akit 10–0-ra  megvert.